# Gustav Embden

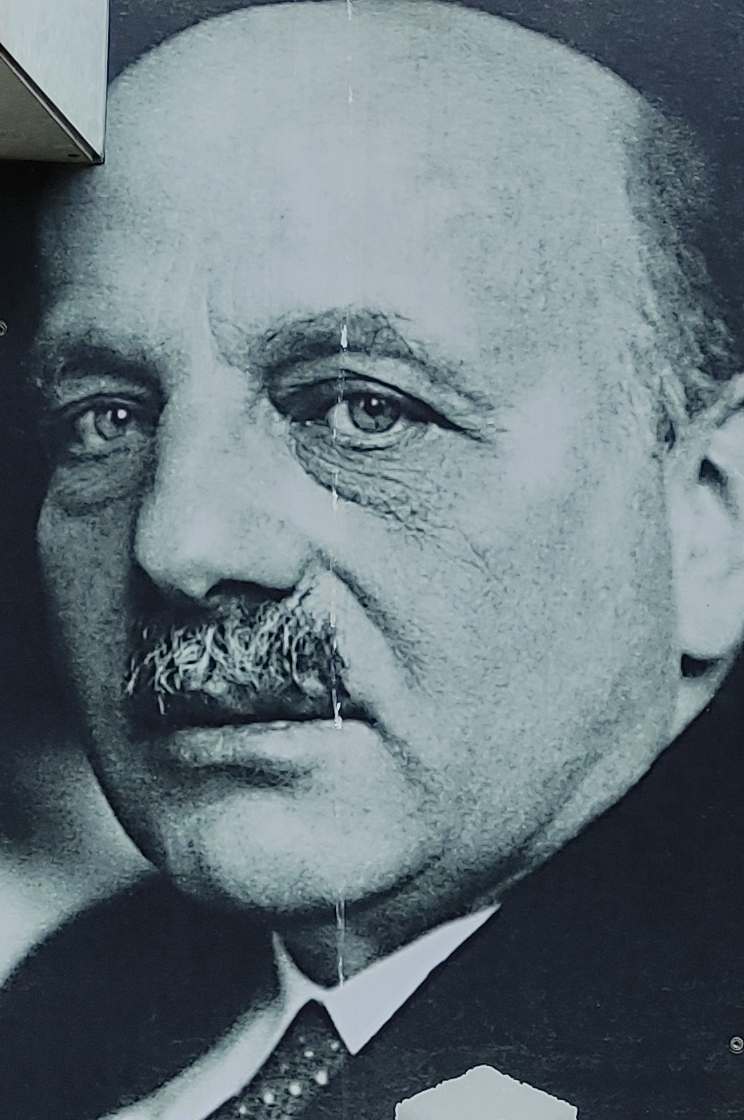
Gustav Embden

Gustav Georg Embden (* 10. November 1874 in Hamburg; † 25. Juli 1933 in Nassau) war ein deutscher Mediziner (Physiologe bzw. Biochemiker). Er erarbeitete grundlegende Erkenntnisse über den Energiestoffwechsel des Menschen und war mehrfach für den Nobelpreis nominiert. 

## Leben
Gustav Embden war ein Sohn des Rechtsanwalts George Heinrich Embden und ein Großneffe von Heinrich Heine. Er besuchte das Wilhelm-Gymnasium in Hamburg, wo er zu Michaelis 1893 das Reifezeugnis erhielt. Anschließend studierte er in Freiburg, Straßburg, München, Berlin und Zürich; 1899 wurde er in Straßburg zum Dr. med. promoviert.
Nach Assistententätigkeit in Straßburg wurde er 1904 Direktor des chemischen Laboratoriums beim Städtischen Krankenhaus in Frankfurt-Sachsenhausen. Nach gesicherter beruflicher Etablierung als beamteter Abteilungsleiter der Kliniken der Stadt Frankfurt heiratete Gustav Embden 1911 eine seiner Assistentinnen, Johanna Fellner, die Enkelin des Frankfurter Senators Karl Fellner. Sie hatten einen Sohn. Aus seinem Labor entstand 1914 das Institut für vegetative Physiologie (Städtisches chemisch-physiologisches Institut) der neu gegründeten Universität Frankfurt, das Embden seit seiner Ernennung zum Ordinarius für Physiologie (14. August 1914) leitete. Das Institut für vegetative Physiologie bezog zum oder im WS 1915/16 das neu erbaute Theodor-Stern-Haus (Gartenstr. 229), das im selben Jahr vom Institut für animalische Physiologie (Direktor: Albrecht Bethe) und dem Pharmakologischen Institut (Direktor: Philipp Ellinger) bezogen wurde. 1925/26 war Gustav Embden Rektor der Goethe-Universität. 1925 wurde er zum Mitglied der Leopoldina gewählt.

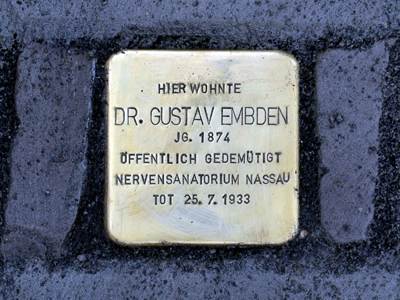
Stolpersteine vor Kennedyallee 99 für Gustav Georg Embden

Er arbeitete vor allem über Kohlenhydrate und den Muskelstoffwechsel. Seine Arbeiten wurden grundlegend für die Beschreibung des Diabetes mellitus. 1929 wurde der Mechanismus der Glykolyse (Embden-Meyerhof-Parnas-Weg) durch Gustav Embden, Otto Meyerhof und Jakub Parnas aufgeklärt (EMP-Weg). Obwohl Embden nie einen Nobelpreis erhielt, wurde er zwischen 1923 und 1933 zwölf Mal für einen Nobelpreis nominiert. Er begründete mit Gustav von Bergmann, Albrecht Bethe und Alexander Ellinger das 1926 bis 1932 im Springer-Verlag herausgegebene Handbuch der normalen und pathologischen Physiologie, kurz Bethe-Embden genannt.
Im April 1933 wurde Gustav Embden öffentlich gedemütigt: Studenten schleppten ihn aus seinem Institut und führten ihn mit dem Schild „Ich bin ein Jude“ durch die Stadt. Im Juni 1933 wurde Embden in das Nervensanatorium in Nassau an der Lahn aufgenommen. Dort starb er am 25. Juli 1933, laut Sterbeurkunde war die Todesursache „Depression“.

## Erinnerungen an Gustav Embden

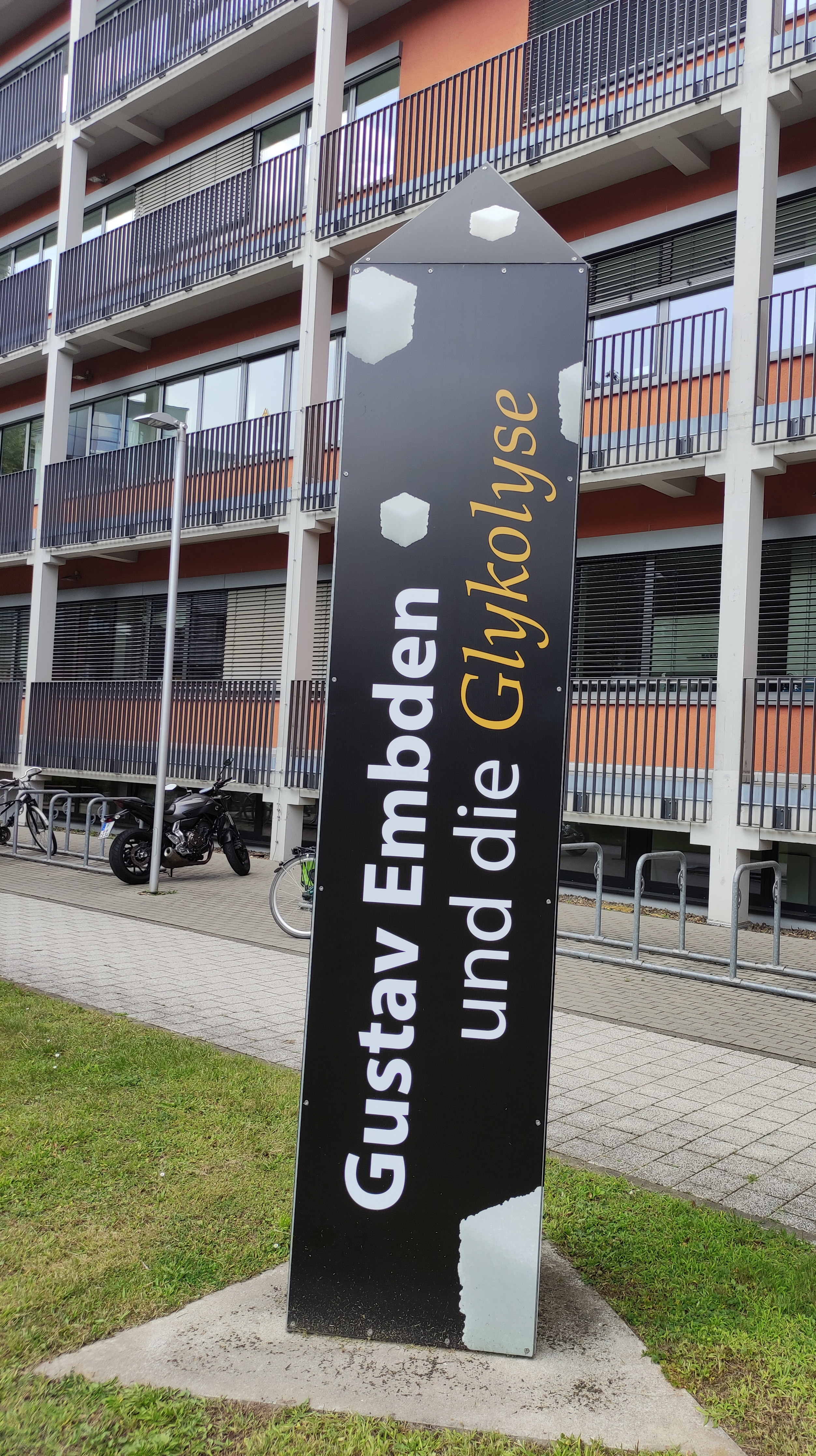
Stele zum Gedenken an Gustav Embden in Frankfurt am Main

Anlässlich des 100. Geburtstags der Goethe-Universität wurde am 17. Oktober 2014 ein Stolperstein für ihn in der Kennedyallee 99 verlegt.
Zu Ehren von Gustav Embden heißen die Gebäude 74 und 75 der Universitätskliniken Frankfurt am Main Gustav Embden-Zentrum der Biochemie. Vor dem Eingang zu diesen Gebäuden steht eine Stele, die an das Leben und Wirken von Gustav Emden erinnert.